# Decline and Fall of the Freudian Empire
Decline and Fall of the Freudian Empire (ung. "Freudianska rikets nedgång och fall") är en bok från 1985 av den tysk-brittiske psykologen Hans Eysenck, som framhåller att psykoanalys är ovetenskapligt, att dess teorier saknar legitim grund baserad på iakttagelser och experiment, och att dess status enbart är spekulation. Eysenck argumenterar för att psykoanalysens sanningshalt är prövbar genom traditionella empiriska medel, och att test inom alla området där sådana har utförts har misslyckats. Eysenck kallar Sigmund Freud "ett geni, inte inom vetenskap, men inom propaganda, inte inom bevisföring, men inom övertalningsförmåga, inte inom utformning av experiment, men inom litterär konst".

## Mottagande
Den brittiske kulturhistorikern Richard Webster skrev att boken innehåller många exempel på övertygande kritik av Freud. Webster kritiserade dock Eysenck för att okritiskt acceptera E. M. Thorntons argumentation för att Freuds patient Anna O led av tuberculous meningitis, och anmärkte att medan Eysenck är skeptisk till Freuds teorier, släpper han ibland på sin skepsis när han bedömer argument från andra Freud-kritiker.
Malcolm Macmillan noterade att Eysenck är en av flera författare som argumenterat för att Anna O led av en organsjukdom, men tror att det skulle vara enormt svårt att med säkerhet fastslå någon retrospektiv diagnos. Han påpekade att Eysencks redogörelse för vilken sjukdom Anna O led av inte sammanstämmer med vad som föreslås av andra författare som vidhåller sådana omständigheter.